# Rip Kirby

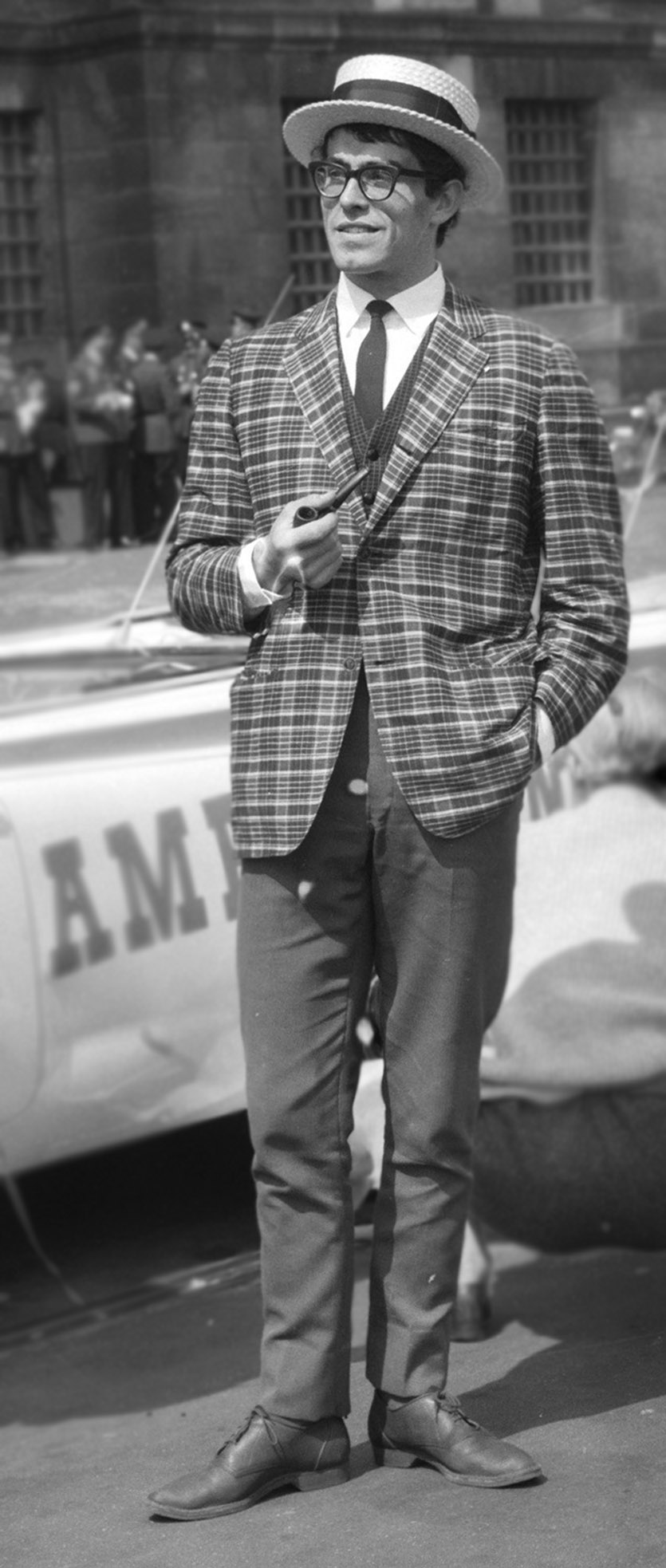
Darsteller in Rip-Kirby-Kostüm (Amsterdam 1962)

Rip Kirby (auch Rip Korby) ist ein Comicstrip, begründet von dem US-amerikanischen Zeichner Alex Raymond und dem Autor Ward Greene. Die Serie handelt von dem Detektiv Rip Kirby, der zusammen mit seinem Butler Desmond schwierige Kriminalfälle in den USA der 1940er Jahre zu lösen hat.

## Inhalt
Der Ex-Marineoffizier Rip Kirby ist einerseits ein Gentleman-Detektiv und andererseits ein anerkannter Wissenschaftler. Auch bei seiner Detektivarbeit tritt er meist im Smoking, mit Brille und Pfeife auf, ist aber durch seine militärische Ausbildung auch Schlägereien mit Kriminellen gewachsen. Er hört klassische Musik und beschäftigt einen Butler, den ehemaligen Einbrecher und Dieb Desmond. Seine langjährige Freundin ist das Model Honey Dorian. Als Humanist ist Kirby von der grundsätzlichen Resozialisierbarkeit von Verbrechern überzeugt, was ihn von Hardboiled Detectives der 1940er Jahre unterscheidet.

## Entstehung
Aus seinem Einsatz im Zweiten Weltkrieg zurückgekehrt, wurde Zeichner Alex Raymond das Angebot für eine Detektivserie gemacht. Raymond gab seine erfolgreichen Comicstrips wie Flash Gordon und Jungle Jim an andere Zeichner ab und widmete sich fortan nur noch der Serie Rip Kirby für das King Features Syndicate. Die Texte lieferte Ward Greene. Am 4. März 1946 erschien die erste Folge. Die Serie lief sehr erfolgreich und Raymond wurde 1949 mit dem Reuben Award geehrt. 1956, nach dem Unfalltod von Alex Raymond, wurde die Serie von dem Zeichner John Prentice und dem Texter Fred Dickenson übernommen. Die letzte Folge erschien am 26. Juni 1999.

## Deutsche Übersetzungen

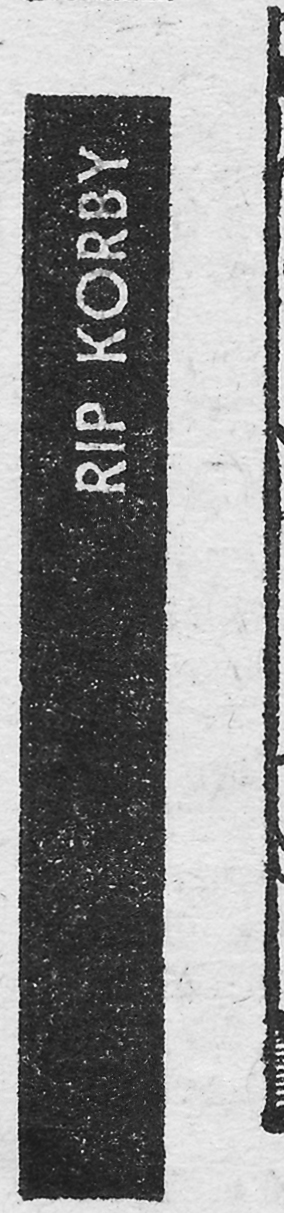
Rip-Korby-Kopfzeile (vertikal)

Ältere deutschsprachige Veröffentlichungen in Zeitungen und in Buchform (Pollischansky Verlag) variieren den Namen in Rip Korby. Übersetzer ist Hermann Urbanek. Eine ab 2018 erschienene Gesamtausgabe mit überarbeiteter Übersetzung stammt aus dem Bocola Verlag (Rip Kirby: Die kompletten Comicstrips).
Diese Gesamtausgabe erhielt im Jahr 2019 den Münchener Comicpreis Peng! vom Comicfestival München in der Kategorie Beste Neuveröffentlichung eines Klassikers.